# Devet i pol tjedana
Devet i pol tjedana (eng. 9½ Weeks), američka erotska drama redatelja Adrian Lyne iz 1986. godine s Mickeyjem Rourkom i Kim Basinger u glavnim ulogama. Film je temeljen na istoimenoj knjizi Elizabeth McNeill.
Film je s vremenom stekao status kod obožavatelja i postao jedan od značajnijih visokobudžetnih seksualno eksplicitnih filmova 80-ih, što je rezultiralo snimanjem dvaju direktno-na-video nastavaka, Drugih 9½ tjedana (1997.) i Prvih 9½ tjedana (1998.), koji nisu polučili osobit uspjeh.

## Radnja
Elizabeth McGraw (Kim Basinger) je privlačna i samozatajna asistentica u umjetničkoj galeriji u New Yorku, a John Grey (Mickey Rourke) karizmatični i prepredeni broker. Njihov prvi susret u kineskom dućanu i razmjena upečatljivih pogleda uvod je u bizarnu vezu koja se svodi isključivo na seksualne igrice.
On vodi igru koju ona uglavnom prihvaća i ponekad povlači granicu između napaljujućeg iskustva i pomalo bolesnih, sadomazohističkih proizvoda njegovog uma, što postupno izaziva komplikacije u njihovoj vezi. Elizabeth ne uspije nikako doprijeti do njega niti saznati bilo što o njegovoj prošlosti, a svaki njen pokušaj da ostvari normalnu i dublju vezu, nailazi na njegov otpor. Naposljetku, shrvana i nesretna, prekida odnos s njime i tek tada on shvaća što je imao pa izgubio.

## Glavne uloge
- Mickey Rourke - John Grey
- Kim Basinger - Elizabeth McGraw
- Margaret Whitton - Molly
- David Margulies - Harvey
- Christine Baranski - Thea
- Karen Young - Sue